# Blechnum bamlerianum
Blechnum bamlerianum là một loài dương xỉ trong họ Blechnaceae. Loài này được Rosenst. mô tả khoa học đầu tiên năm 1912.
Danh pháp khoa học của loài này chưa được làm sáng tỏ. 